# União das Freguesias de Chorente, Góios, Courel, Pedra Furada e Gueral
União das Freguesias de Chorente, Góios, Courel, Pedra Furada e Gueral, kürzer Chorente, Góios, Courel, Pedra Furada e Gueral, ist eine Gemeinde (Freguesia) im Kreis Barcelos im Norden Portugals.
In der Gemeinde leben 2.568 Einwohner auf einer Fläche von 16,09 km² (Stand nach Zahlen von 2011).
Die Gemeinde entstand im Zuge der Gebietsreform in Portugal am 29. September 2013 durch Zusammenlegung der beiden bisherigen Gemeinden Chorente, Góios, Courel, Pedra Furada und Gueral. Chorente wurde Sitz der Gemeinde.